# Fontanella di Via della Posta Vecchia

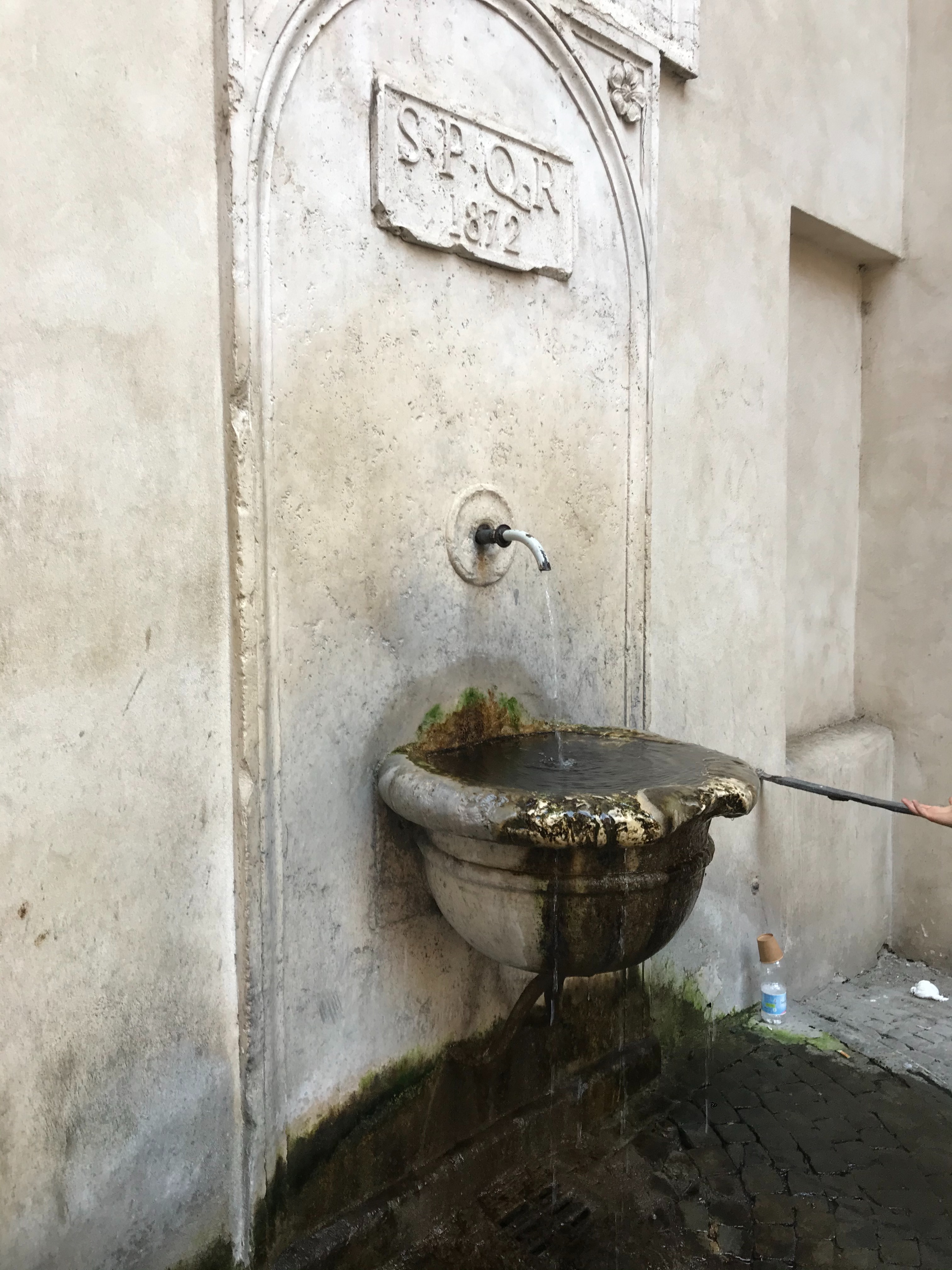
Fontanella di Via della Posta Vecchia.

Fontanella di Via della Posta Vecchia är en dricksvattenfontän vid Via della Posta Vecchia i Rione Parione i Rom. Fontänen, som är en av de första att uppföras efter Italiens enande, förses med vatten från Acqua Vergine. Posta Vecchia (italienska: "gamla posten") syftar på att brevbärarna utgick från den angränsande Piazza dei Massimi. Familjen Massimi förestod det påvliga postverket. År 1582 flyttades postkontoret till Palazzo Madama.
Fontänen är dekorerad med två blommor samt en plakett med akronymen SPQR och årtalet 1872.

### Webbkällor
- ”Via della Posta Vecchia” (på italienska). Roma Segreta. Arkiverad från originalet den 4 februari. https://archive.md/Yv9iR. Läst 4 februari 2023.
- ”Fontanella di Via della Posta Vecchia” (på italienska). info.roma.it. Arkiverad från originalet den 4 februari 2023. https://archive.md/tmMLG. Läst 4 februari 2023.